# Инбал, Элиаху
Элиаху Инбал (ивр. אליהו ענבל‎, англ. Eliahu Inbal; род. 16 февраля 1936, Иерусалим) — израильский дирижёр.

## Биография
Учился в Израильской академии музыки как скрипач, брал уроки композиции у Пауля Бен-Хаима. По рекомендации Леонарда Бернстайна продолжил обучение в Парижской консерватории, затем занимался у Серджиу Челибидаке и Франко Феррары. В 1963 г. выиграл в Италии Конкурс дирижёров имени Гвидо Кантелли.
Дебютировав в итальянских оркестрах, Инбал добился первого большого успеха в 1965 г. с Лондонским филармоническим оркестром, вслед за чем последовал ряд ангажементов в Великобритании, так что Инбал даже принял второе британское гражданство.
В 1974—1990 гг. Инбал возглавлял Симфонический оркестр Франкфуртского радио. С этим оркестром он записал все симфонии Малера и исполнил несколько симфоний Брукнера в первоначальных авторских редакциях. В 1984—1989 гг. Инбал одновременно был главным дирижёром венецианского оперного театра «Ла Фениче», в который вернулся в 2007 г. в качестве музыкального руководителя. В 1995—2001 гг. работал в Турине с Симфоническим оркестром Итальянского радио, с которым, в частности, поставил оперную тетралогию Вагнера. В 2001—2006 гг. возглавлял Берлинский симфонический оркестр. С 2008 г. главный дирижёр Токийского столичного симфонического оркестра. Среди других заметных работ Инбала — все симфонии Шостаковича с Венским симфоническим оркестром, произведения Бартока и симфонические поэмы Рихарда Штрауса с Оркестром романской Швейцарии.
В 2009—2012 гг. — главный дирижёр Чешского филармонического оркестра.